# 로두마니 스튜디오
넥슨 게임 개발 2본부, 통칭 로두마니 스튜디오는 (LODUMANI studio)는 넥슨 소속의 게임 개발 스튜디오이다. 로두마니 스튜디오는 넥슨 내부의 개발 팀들 중 하나였지만, 게임 제작의 전문성과 창의성 및 독립성을 극대화하기 위한 목적으로 분리되어 독립됐다.

## 게임 목록
- 크레이지 아케이드
- 크레이지 레이싱 카트라이더
- 크레이지 슈팅 버블파이터
- 카트라이더 러쉬플러스

## 같이 보기
- 데브캣 스튜디오
- 위젯 스튜디오
- 넥슨